# کوواردی
کوواردی (انگلیسی: Kovardy) یک شهرک در شهرستان گافوریسکی استان باشقیرستان کشور روسیه است.